# 中国国民党革命委员会河南省委员会
中国国民党革命委员会河南省委员会，简称民革河南省委、河南民革，是中国国民党革命委员会在河南省的地方组织。